# 筑紫野市立原田小学校
筑紫野市立原田小学校（ちくしのしりつはるだしょうがっこう）は、福岡県筑紫野市にある公立小学校。

## 態様
- 福岡県筑紫野市美しが丘南2丁目10番5号

筑紫野市の丘陵地に位置し、住宅地として開発された新興住宅街の中にある。旧来の純農村地帯がわずかに残っているだけで、近年の環境変化が著しい所である。福岡市、久留米市のベッドタウンとしての住宅が多い。校区内には、国指定史跡の五郎山古墳（古墳時代後期）や長崎街道の原田宿など数々の史跡がある。江戸時代には先述の長崎街道の宿場町として栄え、賑わいを見せた。

## 沿革
- 1874年（明治4年） - 原田村に原田小学を開設する。開校時の教員は1名、児童数38名（男28、女10）
- 1899年（明治29年）2月 - 筑紫小学校に統合合併される
- 1991年 - 筑紫小学校から分離新設され、現在の筑紫野市立原田小学校となる
- 1991年 - 校旗と校歌が完成
- 1991年 - 屋内体育館竣工
- 1991年 - プール竣工
- 1992年 - プレハブ校舎竣工。6教室分を増築
- 1993年 - プレハブ校舎竣工。6教室分を増築
- 1994年 - プレハブ校舎12教室を解体
- 1995年 - プレハブ校舎竣工。4教室分を増築
- 1997年 - コンピュータ室完成
- 2000年 - プレハブ校舎4教室を解体

## 学校周辺
- 筑紫野市立筑紫野南中学校

市道を挟んで南東に隣接。
- 筑紫野市立筑紫東小学校

国道200号を挟んで北東に位置。
- 小郡市立のぞみが丘小学校

市道を挟んで南東に位置。
- 小郡市立三国中学校

市道を挟んで南東に位置。
- 五郎山古墳

1キロメートルほど北に所在。古墳時代後期につくられたといわれている国指定古墳。古墳の周囲は公園として整備されており、公園の西端には五郎山古墳館がある。
- 筑紫神社

わずか北西に所在。

## 交通手段
- JR原田駅よりタクシーで5分、徒歩で20分